# Кондратьевка (Карагандинская область)
Кондратьевка (каз. Кондратов) — упразднённое село в Осакаровском районе Карагандинской области Казахстана. Входило в состав Батпактинского сельского округа. Ликвидировано в 2000-е годы.

## Население
По переписи 1989 г. в селе проживало 9 человек. Национальный состав: украинцы — 44 %, немцы — 33 %.
В 1999 году постоянное население в селе отсутствовало.